# Robosapien: Rebooted
Pour plus de détails, voir Fiche technique et Distribution.
Robosapien: Rebooted (également connu sous le nom de Robosapien lors de sa diffusion sur Gulli) est un film américain basé sur le robot-jouet du nom de Robosapien, sorti en 2013.

## Synopsis
Un inventeur du nom de Allan Topher conçoit un robot humanoïde qu'il va programmer à fuir pour le sauver d'un avenir militaire peu réjouissant. Celui-ci est recueilli par Henry, un jeune garçon sans amis de 11 ans, souffre-douleur des garçons de sa classe, mais qui est aussi un bricoleur de génie. Il le nomme Cody, naît alors une amitié entre les deux. Elle sera déterminante, pour sauver l'inventeur de Cody, piégé par les ambitions démesurées de son entreprise.

## Fiche technique
- Titre français : Robosapien: Rebooted ou Robosapien lors de sa diffusion sur Gulli
- Titre original : Robosapien: Rebooted or Cody The Robosapien
- Titre québécois : Cody le Robot
- Réalisateur : Sean McNamara
- Scénario : Max Botkin
- Costumes : Bernadene Morgan
- Photographie : Christian Sebaldt
- Montage : Jeff Canavan
- Musique : John Coda
- Production : Avi Arad
- Société de production : Arc Productions et Crystal Sky Pictures et Brookwell McNamara Entertainment
- Société de distribution : TVA Films (Canada) et Anchor Bay Entertainment et Kaleidoscope Home Entertainment (États-Unis)
- Effets spéciaux : Rebecca Walker
- Pays d'origine : États-Unis
- Langue originale : anglais
- Format : couleur
- Genre : comédie, science-fiction
- Date de sortie :
  -  États-Unis : 28 mai 2013

## Distribution
- Jae Head (VF : Benjamin Bollen) : Cody / Robosapien
- Bobby Coleman (en) : Henry
- Penelope Ann Miller (VF : Martine Irzenski) : Joanna
- David Eigenberg : Allan
- Holliston Coleman : Meagan
- Joaquim de Almeida (VF : Marc-Antoine Frédéric) : Esperenza
- Kim Coates : Porter